# André Maurois
Pour les articles homonymes, voir Maurois et Herzog.
Ne doit pas être confondu avec André Marois ou Emil Herzog.
André Maurois, pseudonyme d’Émile Salomon Wilhelm Herzog, né le 26 juillet 1885 à Elbeuf (Seine-Inférieure) et mort le 9 octobre 1967 à Neuilly-sur-Seine (Seine), est un romancier, biographe, conteur et essayiste français.
Il est l'élève du philosophe Alain, à qui il sera redevable de son orientation esthétique. Il préfère en effet une carrière littéraire à la direction de l’usine familiale et s’illustre d’abord par des romans qui lui gagnent un public féminin : Climats, Les Roses de septembre. Il obtient un prix d'honneur au concours général et passe sa licence de lettres. Sa première épouse est Jane-Wanda de Szymkiewicz (Jeanine) (1892-1924), fille d’un comte polonais avec laquelle il a trois enfants, deux garçons et une fille, Michelle.
Interprète militaire et officier de liaison auprès du Corps expéditionnaire britannique en France et en Flandres pendant la Première Guerre mondiale, Maurois écrit en 1918 Les Silences du colonel Bramble, ouvrage qui connaîtra un vif succès tant en France que dans les pays anglophones. Il y traduisit sous le titre Tu seras un homme, mon fils le célèbre poème If de Rudyard Kipling. Cet ouvrage sera suivi des Discours du docteur O'Grady. Les événements de cette guerre lui fournissent son pseudonyme « Maurois », nom d'un village du nord de la France.
À Paris, en 1924, il fait la connaissance de Simone de Caillavet, petite-fille de Madame Arman de Caillavet, née Léontine Lippmann, égérie et maîtresse d'Anatole France, et fille de Gaston Arman de Caillavet, auteur de pièces à succès ; elle deviendra sa seconde épouse.
Mais c'est dans les biographies que l'écrivain excelle : il les consacre, avec une fraternité inspirée, à des écrivains comme Shelley, Byron, Victor Hugo, George Sand ou Balzac, mais aussi à des personnages politiques comme Disraeli et le général Lyautey, ou scientifiques comme Alexander Fleming.
Le maréchal Pétain soutiendra sa candidature à l'Académie française ; il y est élu le 23 juin 1938, au fauteuil 26, qu'occupait René Doumic, contre Paul Hazard et René Pinon. Respecté de ses pairs, il restera titulaire du fauteuil près de trente ans.

## Biographie

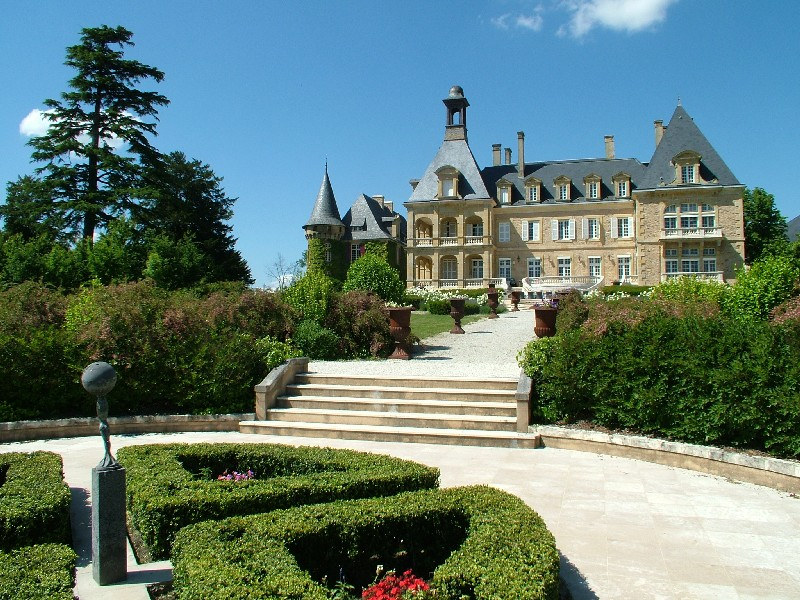
Château d'Essendiéras, résidence de campagne de Maurois.

Issu d'une famille de drapiers juifs alsaciens, il est le fils d'Ernest Herzog et d'Alice Lévy, et le petit-fils de Salomon Herzog (1818-1876) et Émilie Fraenckel (1828-1891), originaires de Ringendorf.
Comme d'autres industriels alsaciens qui, après la guerre de 1870, ont quitté l'Alsace pour rester français, les familles Fraenckel et Herzog ont transféré leur usine de fabrication de drap de laine avec leurs ouvriers de Bischwiller (Bas-Rhin) à Elbeuf (Seine-Maritime).
C'est dans cette ville, au no 1, rue Henry, qu'Émile naît le 26 juillet 1885 dans un milieu bourgeois plutôt austère. Son père est un grand travailleur et sa mère, tendre et cultivée, s'occupe de leurs trois enfants (Émile a deux sœurs plus jeunes), rue Magenta, où la famille s’est installée.
C'est un élève brillant qui cumule les prix à tous les niveaux de sa scolarité, d'abord au petit Lycée d'Elbeuf puis au lycée Corneille de Rouen auquel il se rend tous les jours en train. Il y reçoit l’enseignement du philosophe Alain qui le marque profondément tant pour ses idées que dans son orientation artistique et avec qui il conservera des liens. Il obtient un prix d'honneur au concours général (il présidera d'ailleurs l'Association des lauréats du concours général de 1951 à 1967). Titulaire des baccalauréats littéraire et scientifique, il passe sa licence ès lettres en 1903.
Sur les conseils d’Alain, il met entre parenthèses son attirance pour la carrière littéraire et décide d'abord de se confronter au monde en entrant dans l'entreprise familiale. Mais auparavant, pour se libérer des obligations militaires, il devance l'appel et est incorporé au 74e régiment d'infanterie à Rouen. Après une année passée sous les drapeaux, il va partager la gestion de l’usine textile avec ses cousins après avoir été initié à tous les stades de la fabrication du drap. Durant une quinzaine d’années, il traite d’affaires commerciales, se déplace à Paris, en Angleterre, et est confronté à des crises sociales. Cette expérience lui inspirera son roman Bernard Quesnay.
Il rencontre Jane-Wanda de Szymkiewicz, dite « Janine » (1892-1924) à Genève en 1909, fille d’un comte polonais. Il l’épouse en 1912 et emménage rue Félix-Faure à Caudebec-lès-Elbeuf puis plus tard à La Saussaye (Eure) sur les hauteurs d’Elbeuf. Le couple a d’abord une fille née en mai 1914 puis, après la guerre, deux garçons. Leur fille, Michelle, épouse du baron Serge de Kap-Herr puis du docteur Robert Naquet, sera elle-même écrivaine et publiera, entre autres, une trilogie basée sur une multitude de courriers familiaux (L’Encre dans le sang, Les Cendres brûlantes et Déchirez cette lettre) qui retrace l'histoire du couple Caillavet et de leur fille Simone (1894-1968).
Au cours de la Première Guerre mondiale, le sergent Émile Herzog est détaché comme interprète à la Mission militaire française attachée au Corps expéditionnaire britannique.
D’août 1914 à septembre 1915, il assiste les officiers britanniques au service des approvisionnements de la « base dépôt n°2 » à Rouen.
Il obtient de rejoindre le front comme interprète auprès de l'état-major de la 9e division écossaise (en) qui se bat dans les Flandres. Son rôle d'agent de liaison à l'occasion de la bataille de Loos (25-26-27 septembre 1915) lui vaut de recevoir la « Distinguished Conduct Medal », médaille militaire britannique pour conduite distinguée sur le champ de bataille.
Malade, il est rapatrié au Havre en février 1916. À sa sortie de l'hôpital, il est affecté temporairement au quartier général de la base britannique du Havre puis confirmé dans ce poste, à la suite du jugement d'inaptitude au service armé rendu par la Commission de réforme et à son classement dans le service auxiliaire. Mais il souhaite retourner au front avec l’espoir de passer officier.
Il y est autorisé en mars 1917. Ses excellentes appréciations et ses très bonnes relations avec les officiers britanniques lui permettent de suivre le général Asser, chef de la base du Havre, quand celui-ci prend le commandement à Abbeville des troupes des lignes de communication (en tant que General Officer Commanding the Lines of Communication area Abbeville). Ses missions sont diverses : accompagnement du Général lors de visites officielles mais aussi liaison avec les populations civiles dans le secteur Amiens-Abbeville pendant la période des grands bombardements de ces deux villes… Enfin, il accède au grade d'adjudant, puis est nommé officier interprète de 3e classe à titre temporaire en juillet 1918. Cette nomination est le début de son intégration dans le corps des officiers interprètes (à titre définitif par décret du 27/07/1920, 2e classe par décret du 07/11/1923).
Après avoir réchappé de la grippe espagnole, il est démobilisé en mars 1919.
À la demande de sa hiérarchie et notamment du commandant André de Castéja, il a dû prendre un pseudonyme, André Maurois (André en hommage à un jeune cousin tué au début de la guerre et Maurois, nom d'un village du nord de la France.) pour publier son premier ouvrage en 1918 Les Silences du colonel Bramble. Ce livre inspiré par les rencontres qu'il a faites au cours de la guerre connaîtra un vif succès, aussi bien en France que dans les pays anglo-saxons, tant auprès des autorités militaires que politiques.
Il y traduisit sous le titre Tu seras un homme, mon fils le célèbre poème If de Rudyard Kipling. Cet ouvrage sera suivi des Discours du docteur O'Grady.
Assez rapidement au retour à la vie civile, après la mort de sa femme, il délaisse l’entreprise pour donner libre cours à sa passion d’écrivain.
Après la guerre, il a fait partie de la rédaction du journal des Croix-de-Feu, Le Flambeau, et participe aux rencontres de Pontigny, de Paul Desjardins.
Maurois perd sa femme Janine le 26 février 1924 . À l'automne, après la sortie de son livre, Dialogues sur le commandement, il est invité par le maréchal Pétain qui veut lui en parler. C'est à l'occasion de ce dîner qu'il fait la connaissance de Simone de Caillavet, qui deviendra sa seconde épouse. Cette jeune femme est la petite-fille de Léontine Lippmann, épouse d'Arman de Caillavet, égérie et maîtresse d'Anatole France, et la fille qu'ont eue Gaston Arman de Caillavet, autrice de pièces à succès, et Jeanne Pouquet. Elle écrira également deux ouvrages, dont Fleurs latines que préfacera son époux. Le mariage a lieu en septembre 1926 à Essendiéras, avec pour témoins Gabriel Hanotaux, Robert de Flers, le vieux complice de Gaston de Caillavet, et Aimery Blacque-Belair, le lieutenant des Dialogues sur le commandement.
Maurois publie par la suite des biographies de Shelley, Byron, Victor Hugo, George Sand, Balzac, Disraeli, du général Lyautey et d'Alexander Fleming.
Revendiquant une « plume d'instituteur », il est également très apprécié dans le monde anglo-saxon pour ses Histoires d'Angleterre et des États-Unis. Il a en outre écrit une Histoire de France par laquelle il cherche à sensibiliser son lecteur au destin unique de cette nation.
Il s’illustre aussi par des romans qui lui gagnent un public féminin : Climats, Les Roses de septembre.
Il écrit également pour la jeunesse, dont Le Pays des trente-six mille volontés, et Patapoufs et Filifers, ce dernier dénonçant l'absurdité de la constitution des groupes humains autour de simples critères physiques (ici, la minceur et l'obésité). L'illustrateur de ce dernier album, Jean Bruller, deviendra plus tard l'écrivain Vercors.
Maurois est également l'auteur de plusieurs ouvrages de science-fiction comme Le Chapitre suivant et Le Peseur d'âmes.
Il est membre du comité de direction de l'Association du foyer de l’abbaye de Royaumont.
Grâce aux relations de son épouse, le maréchal Pétain soutiendra sa candidature à l'Académie française ; il y est élu le 23 juin 1938, au fauteuil 26 qu'occupait René Doumic. Voici ce qu'il en dit dans ses Mémoires : « Une réception à l’Académie est une des belles cérémonies françaises. Tout concourt à sa grandeur : l’ancienneté de l’édifice, l’étrangeté de sa forme, l’exiguïté de la salle, la qualité du public, l’appareil militaire, le vocabulaire traditionnel et parfois la qualité de l’éloquence ». Il restera titulaire du fauteuil 26 près de trente ans.
Le 5 mai 1938, il intègre le Commissariat général à l'Information, deuxième division, section Diffusion (AN sous-série F/41)[réf. souhaitée], il s'exile par la suite aux États-Unis pendant la Seconde Guerre mondiale, il admire aussi Winston Churchill. Il y est conférencier et professeur de littérature, intéressant ses étudiants aux œuvres de Honoré de Balzac, Léon Tolstoï et Marcel Proust, notamment. D'après Pierre Assouline, dans son ouvrage Gaston Gallimard, Maurois serait demeuré pendant la guerre actionnaire des éditions Grasset.
Quand il rentre en France en 1946, dans sa maison de Neuilly-sur-Seine, ses livres ont disparu : « Ne trouvant pas l'homme, la Gestapo a pris la bibliothèque », écrit-il.
Par un décret du président de la République du 27 juin 1947, il est autorisé à changer de patronyme de Herzog en André-Maurois. Son nom de plume devient ainsi son nom officiel. C'est sous ce nom qu'il devient membre du comité de rédaction de L'Échauguette, la revue du diplomate et écrivain Jean-Marc Montguerre.
De 1955 à 1967, il préside l'Association France États-Unis. Il est aussi membre de l'Association France-Palestine, devenue France-Israël.
Le 9 octobre 1967, il meurt à Neuilly-sur-Seine. Après le décès de sa fille Michelle en 1994, son gendre, le professeur Robert Naquet, neurobiologiste éminent, consultant du Vatican pour les questions de fin de vie, s'occupe de trier ses archives afin de préparer leur dépôt à la Bibliothèque de l'Institut, qui aura lieu en 2005.

## Œuvres

### Romans
- 1918 : Les Silences du colonel Bramble, Grasset, Paris[N 3].
- 1919 : Ni Ange, ni Bête, Grasset, Paris.
- 1922 : Les Discours du docteur O'Grady, Grasset, Paris.
- 1926 : Bernard Quesnay, Gallimard, Paris.
- 1928 : Climats, Grasset, Paris.
- 1932 : Le Cercle de famille, Grasset, Paris.
- 1934 : L'Instinct du bonheur, Grasset, Paris.
- 1945 : Terre promise, Éditions de la Maison française, New-York.
- 1950 : Nouveaux discours du Docteur O'Grady, Grasset, Paris.
- 1956 : Les Roses de septembre, Flammarion, Paris.

### Recueils de contes et nouvelles
- 1927 : Le Chapitre suivant, Paris, Kra (1re version).
- 1929 : Les Mondes imaginaires, Grasset, Paris, composé de[15] :
  - Meïpe ou la Délivrance, publié pour la première fois en 1926 chez Grasset.
  - Les Souffrances du jeune Werther, publié pour la première fois en 1926 chez Jacques Schiffrin aux éditions de la Pléiade.
  - Par la faute de M. de Balzac, publié pour la première fois en 1923.
  - Portrait d’une actrice, publié pour la première fois en 1925 chez M-P Trémois.
  - Les derniers jours de Pompéi, publié pour la première fois en 1928 chez Lapina.

- 1932 : L'Anglaise et autres femmes, Paris, Nouvelles Sociétés d'édition.
- 1935 : Premiers contes, Rouen, H. Defontaine.
- 1943 : Toujours l'inattendu arrive, contes et nouvelles, Éditions de la Maison française, New York, 301 p.
- 1947 : Les Mondes impossibles, Gallimard, Paris, composé de[16] :
  - Le Peseur d’âmes, publié pour la première fois en 1931 aux éditions de la NRF[N 4].
  - La Machine à lire les pensées, publié pour la première fois en 1937 chez Gallimard.
  - Voyage au pays des Articoles, publié pour la première fois en 1927 chez Jacques Schiffrin aux éditions de la Pléiade.
  - Le Pays des trente-six mille volontés, publié pour la première fois en 1928 aux éditions des Portiques avec des illustrations d'Adrienne Ségur.
  - Patapoufs et Filifers, publié pour la première fois en 1930 avec des illustrations de Jean Bruller.
- 1951 : Le Dîner sous les marronniers, Paris, Éditions des Deux-Rives.
- 1960 : Pour piano seul, contes et nouvelles

### Essais
- 1924 : Dialogue sur le commandement, Grasset, Paris[17],[N 5].
- 1927 : La Conversation, Paris, Hachette.
- 1927 : Un essai sur Dickens, Paris Grasset.
- 1927 : Études anglaises, Paris, Grasset.
- 1927 : Petite histoire de l'espèce humaine, Paris, Cahiers de Paris.
- 1928 : Rouen, Émile Paul.
- 1928 : Aspects de la Biographie, collection « Le conciliabule des Trente », numéro 7, Au Sans Pareil, Paris[N 6].
- 1928 : Contact, Paris, Stols.
- 1929 : Le côté de Chelsea, Paris, Trianon.
- 1929 : Fragment d'un journal de vacances, Paris, Émile Hazan.
- 1930 : Relativisme, Éditions Kra, Paris.
- 1933 : Chantiers américains, Gallimard, Paris.
- 1934 : Sentiments et Coutumes, essai, Éd. Grasset.
- 1935 : Magiciens et Logiciens, essai
- 1939 : Un art de vivre, essai
- 1946 : Sept visages de l'amour, essai
- 1947 : Rouen dévasté, essai, première édition bibliophilique avec eaux-fortes et lithographies d'Émile-Henry Tilmans, Société normande des amis du livre, seconde édition Nagel, 1948
- 1951 : Ce que je crois, essai, Éd. Grasset
- 1952 : Destins exemplaires, essai
- 1957 : Lecture, mon doux plaisir, essai
- 1965 : De Gide à Sartre, essai, Librairie académique Perrin[18]
- 1966 : Au commencement était l'action, essai

### Biographies
- 1923 : Ariel ou la Vie de Shelley, biographie. Le frontispice de Maxime Dethomas, aux éditions Grasset. (1re édition illustrée en couleurs en 1924, vignettes de Hermine David, aux Éditions Grasset. Un exemplaire de la 81e édition de 1923 porte un envoi à Simone de Caillavet : À Mme Simone de Caillavet qui aime les poètes et mérite de les aimer
- 1927 : La Vie de Disraeli, étude historique
- 1930 : Don Juan ou la vie de Byron, biographie
- 1931 : Lyautey, biographie
- 1931 : Tourgueniev, biographie
- 1933 : Édouard VII et son temps, biographie
- 1935 : Voltaire, biographie
- 1938 : René ou la Vie de Chateaubriand, biographie et étude littéraire[19]
- 1949 : À la recherche de Marcel Proust, étude et biographie littéraire[20], Éditions Hachette
- 1950 : Alain, étude et biographie littéraire
- 1952 : Lélia ou la Vie de George Sand, étude et biographie littéraire
- 1954 : Olympio ou la Vie de Victor Hugo, étude historique et biographie
- 1957 : Les Trois Dumas, biographie
- 1957 : Robert et Elizabeth Browning, biographie
- 1965 : Prométhée ou la Vie de Balzac, étude historique et biographique
- 1959 : La Vie de sir Alexander Fleming, biographie
- 1961 : Adrienne ou la Vie de Mme de La Fayette, biographie
- 1964 : Napoléon, biographie

### Ouvrages historiques
- 1937 : Histoire de l'Angleterre, histoire
- 1943 : Histoire des États-Unis, histoire
- 1946 : Journal des États-Unis 1946
- 1947 : Histoire de France, Éditions Dominique Wapler, histoire
- 1959 : Histoire de la France (2 volumes), nouvelle édition mise à jour
- 1962 : Les Deux Géants - Histoire des États-Unis et de l'U.R.S.S : De 1917 à nos jours, avec Aragon, Robert Laffont
- 1965 : Histoire de l'Allemagne, histoire

### Livres pour enfants
- 1939 : L’Empire français, illustrations par Auguste Leroux, Librairie Hachette. Album pour enfants présentant l'Empire colonial français

### Journaux
- 1932 : Mes songes que voici, journaux, Grasset
- 1939 : États-Unis 1939, Paris.
- 1946 : Journal des États-Unis 1946, Paris.

### Autres
- 1939 : Discours prononcé dans la séance publique de sa réception à l'Académie française le jeudi 22 juin 1939, Éd. Firmin Didot et Cie.
- 1942 : "Mémoires - T.I Les années d'apprentissage - T.II Les années de travail", Éditions de la Maison Française
- 1953 : L'Angleterre romantique, édition illustrée de 24 compositions à la gouache de Grau Sala gravées sur bois par G. Angiolini et R. Boyer, Gallimard, NRF
- 1954 : Femmes de Paris, Plon
- 1955 : Paris Capitale, dix lithographies originales de Maurice Utrillo avec culs-de-lampe de Lucie Valore, Éditions J. Foret, Paris
- 1956 : Lettres à l'inconnue
- 1958 : L'Impromptu de Barentin, Festival de Barentin
- 1959 : Portrait d'un ami qui s'appelait moi
- 1960 : Le Monde de Marcel Proust, Éditions Hachette, étude historique et littéraire
- 1966 : Lettre ouverte à un jeune homme sur la conduite de la vie
- 1967 : Le Chapitre suivant, 2e version

## En collaboration
- La femme changée en renard, avec David Garnett, Jane-Simone Bussy et Jean Lébédeff, Arthème Fayard, Paris, 1932.
- Tu ne commettras point d'adultère dans Les Dix commandements : Récits sur la guerre de Hitler contre la loi morale, recueil de nouvelles de Thomas Mann, Bruno Frank, John Erskine, Rebecca West, Sigrid Undset, Franz Werfel, André Maurois, Jules Romains, Louis Bromfield et Hendrik Willem van Loon, Éditions de la Maison Française, New York, 1944[21].
- Maurice Utrillo V, Sacha Guitry, Pierre Benoit, André Maurois, Edmond Heuzé, Fernand Crommelynck et Jean Cocteau, lithographies originales de Maurice Utrillo, Suzanne Valadon et Lucie Valore (atelier Fernand Mourlot), Joseph Foret, Paris, 1956.
- Le Mémorial de St Hélène, éd. La Pléiade
- Mémoires posthumes de Bras Cubas

## André Maurois et le cinéma

### Films tirés de son œuvre
- 1939 : Entente cordiale, film réalisé par Marcel L'Herbier d'après la biographie Édouard VII et son temps ;
- 1954 : L’École du bonheur conjugal, film allemand de Rainer Geis d'après la pièce radiophonique Cours de bonheur conjugal ;

- 1958 : Sursis pour un vivant, film réalisé par Víctor Merenda d'après la nouvelle Thanatos Palace Hotel[22] ;
- 1962 : Climats, film réalisé par Stellio Lorenzi d'après le roman homonyme ;
- 1965 : Le Bonheur conjugal, feuilleton télévisé en treize épisodes réalisé par Jacqueline Audry d'après la pièce radiophonique Cours de bonheur conjugal ;
- 2012 : Climats, téléfilm réalisé par Caroline Huppert d'après le roman homonyme.

### Autres liens
Outre sa participation aux premières éditions du festival de Cannes, dont il fut le président en 1951 et 1957, on peut également relever sa collaboration avec sa fille Michelle Maurois à la traduction française du film Noblesse oblige sorti en 1949, ou son apparition dans certaines séquences du film Traité de bave et d'éternité d'Isidore Isou en 1951.

## Distinctions

### Prix et hommages
- L'Académie française lui décerne le prix Paul-Flat en 1923.
- André Maurois a donné son nom à un lycée-collège à Bischwiller, à des lycées à Elbeuf et à Deauville, à des collèges à Menton, Neuilly-sur-Seine, Limoges et La Saussaye.
- Aux États-Unis, André Maurois était vice-président de la Balzac Society of America fondée par William Hobart Royce et qui éditait le Balzac bulletin.
- Une médaille en l'honneur d'André Maurois due au sculpteur Robert Delandre a été éditée en 1954 par la Monnaie de Paris.
- À Paris, à la lisière de Neuilly et du bois de Boulogne, un boulevard porte son nom.

### Décorations
- Grand-croix de la Légion d'honneur en 1965[23] ; commandeur en 1937[24]
- Commandeur de l'ordre des Arts et des Lettres